# E. Hunter Harrison
Ewing Hunter Harrison (geboren am 7. November 1944 in Memphis (Tennessee), gestorben am 16. Dezember 2017 in Wellington (Florida)) war ein amerikanischer Eisenbahnmanager. Er war Chief Executive Officer der Bahngesellschaften Illinois Central Railroad, Canadian National Railway, Canadian Pacific Railway und zuletzt der CSX Corporation.

## Leben
E. Hunter Harrison war das älteste von fünf Geschwistern. Sein Vater war Polizist, der später als Wanderprediger arbeitete. Zur Finanzierung seines Studiums an der Memphis State University begann er 1963 als Arbeiter (sog. Öler) auf einem Rangierbahnhof der St. Louis-San Francisco Railway (Frisco) zu arbeiten. Nach seinem Studium blieb er weiterhin bei Frisco und begann seinen Aufstieg im Management. Als die Bahngesellschaft 1980 von der Burlington Northern Railroad übernommen wurde, blieb er weiter beschäftigt. Bei der BN stieg er bis zum Vizepräsidenten für die Bereiche Transport und später Service Design auf.
Nach der Übernahme der Illinois Central Railroad durch die Prospect Group 1989, nutzte er die Gelegenheit und wechselte in das neu zusammengestellte Managementteam von Edward L. Moyers. Zuerst war er Vizepräsident und Chief Operating Officer. Nachdem Moyers Anfang 1993 überraschend von seiner Position zurückgetreten war, wurde er zum Präsidenten und CEO der Bahngesellschaft ernannt. Während dieser Zeit entwickelte er das System des „Precision Scheduled Railroading“. Das System beruht darauf, die bestehenden Gleisanlagen und das Rollmaterial noch intensiver auszulasten als bisher üblich. Nicht benötigte Anlagen, Lokomotiven und Güterwagen wurden verkauft und verschrottet. Damit verbunden war auch ein geringerer Bedarf an Bahnbeschäftigten, was Entlassungen zur Folge hatte. Auch im Umgang mit Versendern setzte er auf drastische Maßnahmen (z. B. Strafzahlungen bei verzögerten Ladevorgängen). Mit diesen Maßnahmen gelang es ihm, die Betriebsausgaben der Bahngesellschaft von 90 % der Einnahmen auf 60 % (operating ratio) zu senken.
1998 wurde die Bahngesellschaft von der kanadischen Canadian National Railway erworben. Teil der Übernahme war auch, dass ein Großteil des Managements übernommen wurde. Harrison wurde Vizepräsident und Chief Operating Officer unter der Leitung des CEO Paul Tellier. Nach dessen Rücktritt Ende 2002 wurde Harrison Präsident und CEO der Bahngesellschaft. Am 31. Dezember 2009 ging er mit 65 in den Ruhestand.
Von April bis Juni 2011 war er kommissarischer CEO und Präsident der Dynegy Inc.
Im Herbst 2011 wurde er vom Investmentbanker Bill Ackman für die Übernahme der Unternehmensleitung der Canadian Pacific Railway gewonnen. Die Kampfabstimmung (proxy fight) mit dem bestehenden Management im Frühjahr des darauf folgenden Jahres war erfolgreich. Der bisherige CEO und Präsident Fred Green trat daraufhin zurück und Ackman wurde bei der Aktionärsversammlung am 17. Mai 2012 in den Aufsichtsrat gewählt. Am 28. Juni 2012 wurde Harrison Präsident und CEO der Canadian Pacific Railway. Die Canadian National Railway verklagte Harrison, weil er Absprachen bezüglich seines Eintritts in den Ruhestandes gebrochen habe. Während der Zeit bei der CPR führt er das System des „Precision Scheduled Railroading“ ein. Außerdem versuchten Harrison und Ackman eine Fusion mit den amerikanischen Bahngesellschaften CSX Corporation (2014) und Norfolk Southern Corporation (2016) zu erreichen. Diese Bestrebungen scheiterten jedoch. Wegen einer Lungenentzündung und einer Bein-Operation konnte er 2015 seine Tätigkeit mehrere Monate nicht ausüben. Im August 2016 verkaufte Ackman seine Anteile an der CPR und zog sich aus dem Unternehmen zurück. Am 31. Januar 2017 beendete Harrison überraschend seine Tätigkeit bei der CPR.
Wenig später machte der Investor Paul Hilal seine Absicht bekannt, Harrison als Präsident und CEO bei der CSX Corporation zu installieren. Es kam wieder zu einer Kampfabstimmung. Im Rahmen der Verhandlungen mit den Aktionären wurde auch der Gesundheitszustand von Harrison debattiert. Außerdem verlangte Harrison eine Kompensationszahlung von 84 Millionen Dollar für entgangene Zahlungen der Canadian Pacific. Am 6. März 2017 übernahm er die Leitung der Bahngesellschaft. Innerhalb kürzester Zeit führte er auch bei der CSX sein „Precision Scheduled Railroading“ ein. Dies führte neben der Entlassung tausender Angestellter und der Stilllegung von Bahnanlagen zu einem Beinahe-Kollaps der Bahngesellschaft. Infolgedessen und auf Grund von Beschwerden der Versender wurde die Bahngesellschaft von der Regulierungsbehörde Surface Transportation Board unter Beobachtung genommen.
Harrison starb am 16. Dezember 2017. Zwei Tage zuvor hatte die Bahngesellschaft bekannt gegeben, dass Harrisons Geschäfte krankheitsbedingt von James Foote übernommen werden.
E. Hunter Harrison war unter anderem im Aufsichtsrat des Energieversorgers Dynegy, der Bahngesellschaft Belt Railway Company of Chicago, der Wabash National, der Association of American Railroads und der TTX Company. Er erhielt 2002 und 2015 von der Fachzeitschrift Railway Age die Auszeichnung Railroader of the Year.
Hunter Harrison war verheiratet und hat zwei Töchter. In seiner Freizeit züchtete er Springpferde auf seinen Farmen in Ridgefield (Connecticut) und Wellington (Florida) und war Mitausrichter eines Reitturniers. Er war Vorsitzender der National Horse Show Association of America.